# Bagada
Bagada (en népalais : बगडा) est un comité de développement villageois du Népal situé dans le district de Mahottari. Au recensement de 2011, il comptait 6 419 habitants.